# Hermaringen
Hermaringen település Németországban, azon belül Baden-Württembergben. Lakosainak száma 2333 fő (2023. december 31.).

## Népesség
A település népessége az elmúlt években az alábbi módon változott:
| Lakosok száma | 911  | 971  | 1109 | 1695 | 2202 | 2234 | 2297 | 2162 | 2173 | 2333 |
|               | 1871 | 1900 | 1933 | 1950 | 1975 | 1990 | 2005 | 2015 | 2019 | 2023 |